# Sacco aerifero

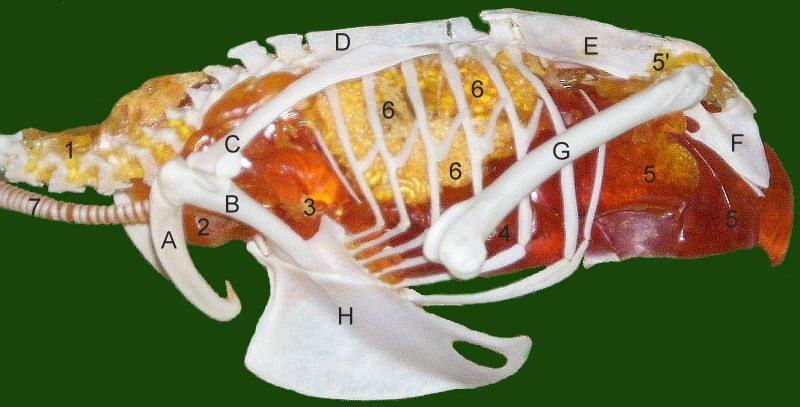
Parti principali dell'apparato respiratorio di un Falco tinnunculus: 1 sacco aereo cervicale, 2 sacco aereo clavicolare, 3 sacco aereo craniale-toracico, 4 sacco aereo caudale-toracico, 5 sacco aereo addominale (5' diverticolo verso la cintura pelvica), 6 polmone, 7 trachea.

I sacchi aeriferi sono espansioni dei polmoni degli uccelli e altri teropodi atte a facilitare la respirazione.

## Struttura e funzione
A causa del metabolismo molto accelerato che è richiesto dai meccanismi di volo, gli uccelli hanno un'elevata domanda di ossigeno: l'evoluzione del volo negli uccelli è basata infatti proprio sullo sviluppo di un efficiente sistema respiratorio. 
La gabbia toracica degli uccelli è però molto poco flessibile poiché su di essa, in particolare sullo sterno, si inseriscono i potenti muscoli per il movimento delle ali. Tale movimento deve essere molto efficace per permettere il volo ed è necessario che l'ancoraggio muscolare prossimale (sternale, quindi) sia estremamente rigido. Ciò comporta una scarsa possibilità di movimento della cassa toracica per la respirazione. I polmoni sono estremamente ridotti eppure la loro efficienza è superiore a quella di tutti gli altri Tetrapodi, compresi i mammiferi. Questo è dovuto appunto alla presenza dei sacchi aeriferi.
Tali strutture sono larghe espansioni del tessuto respiratorio polmonare (di derivazione endodermica) rivestite esternamente da un sottile strato connettivale che ne assicura una certa resistenza meccanica. In esse non avvengono scambi respiratori né sono dotate di movimenti autonomi, ma essendo inserite tra le masse muscolari, tra i visceri ed avendo anche piccole espansioni degli omeri, vengono sollecitate dal movimento dell'animale sia durante il volo sia durante il movimento a terra. Tale sollecitazione realizza una corrente d'aria forzata nei polmoni che vengono in tal modo continuamente ed efficacemente ventilati. L'uccello fermo, in riposo, sfrutta la scarsa possibilità di movimento della cassa toracica che non serve quindi tanto a comprimere e decomprimere i polmoni, quanto piuttosto a far funzionare le sacche come dei soffietti. Quando l'animale è in volo la gabbia toracica rimane ferma per la contrazione dei muscoli alari e la ventilazione (con relativi scambi gassosi a livello polmonare) è affidata esclusivamente ai sacchi aeriferi ed è tanto più efficace quanto più il volo è veloce. I sacchi aeriferi si comportano insomma come dei mantici che forniscono ai polmoni un volume fisso di aria ossigenata che li attraversa di continuo.
I sacchi aeriferi hanno infine altre due funzioni: la presenza di correnti d'aria fresca all'interno del corpo favorisce la regolazione termica dei muscoli del volo che sono grandemente sollecitati, ed inoltre alleggeriscono il corpo (rendendone più basso cioè il peso specifico).

## Localizzazione
La localizzazione tipica è la seguente: vi sono due sottili sacchi cervicali che accompagnano le relative vertebre e sono situati attorno alla trachea. Ve ne è poi uno grande e centrale detto sacco clavicolare dal quale si dipartono ai due lati sacchi sottili che si insinuano negli omeri. Altri quattro (due per lato) sono in posizione toracica e prendono appunto il nome di sacchi toracici. Altri due, infine, (e sono generalmente i più grandi) prendono il nome di sacchi addominali posizionandosi tra gli organi, appunto, addominali. Possono esservi però diverse varianti a seconda delle specie (vedi illustrazione in alto).
Questi organi appartenevano probabilmente anche a specie di dinosauri e pterosauri.